# Maliana
Maliana è una città costiera di Timor Est, 149 km ad ovest dalla capitale Dili. 
È la capitale del Distretto di Bobonaro, nella parte ad ovest del paese. 
Ha una popolazione di 12.220 abitanti (2015). Maliana è composta da sette villaggi Lahomea, Holsa, Ritabou, Odomau, Raifun, Tapo-Memo e Saburai. La città è sede della Diocesi di Maliana, voluta da Papa Benedetto XVI.

## Economia
L'economia di Maliana si basa sull'agricoltura , in particolare la produzione di riso. La maggior parte della popolazione di Maliana è fortemente dipendente dall'agricoltura per la propria sopravvivenza. La maggior parte della popolazione sono contadini che coltivano il riso e il mais . Ci sono diverse principali fonti di irrigazione che forniscono l'acqua a risaie e sono i fiumi Bulobu, Nunura, Malibaka e Bui Pira.

## Storia

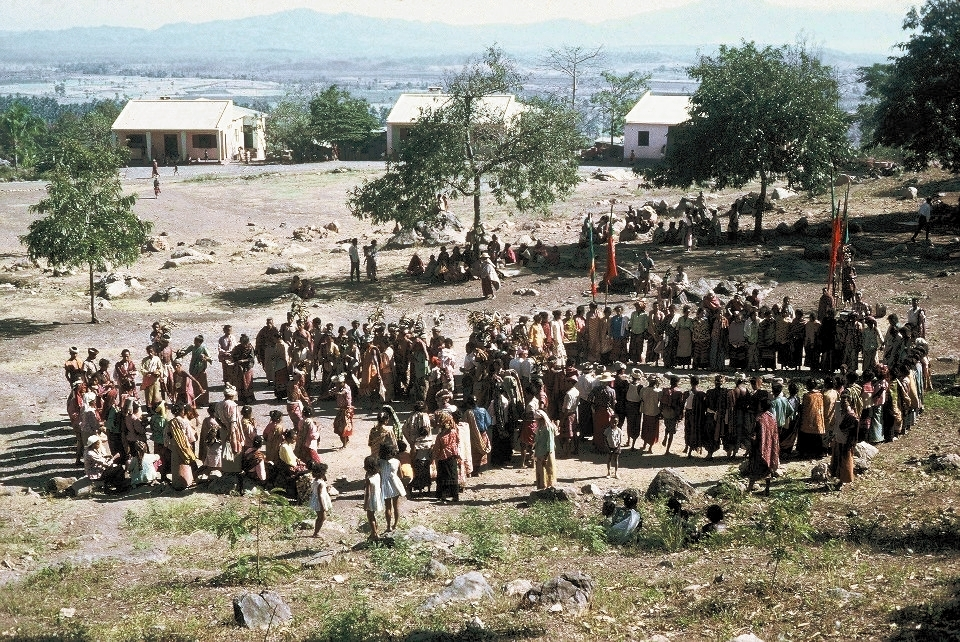
Maliana (1969)

A Maliana nel 1999, si sono verificati eventi di intimidazione e violenza che ha preceduto il referendum per l'indipendenza di Timor Est dall'Indonesia.
Il 30 gennaio 2010,  Maliana è stata dichiarata sede della terza diocesi di Timor Est, le Diocesi Maliana. La cattedrale è la Chiesa Sagrado Coração de Jesus (Sacro Cuore) di epoca portoghese. Nella città è presente il seminario cattolico Colegio Infante de Sagres.